# Theodoor Louis Kruys
Theodoor Louis Kruys (Amsterdam, 7 september 1884 - 's-Gravenhage, 1 juli 1940) was een Nederlands vice-admiraal.

## Biografie
Theodoor Louis Kruys, afkomstig uit een bekend marine geslacht, werd adelborst in 1901, benoemd tot adelborst der eerste klasse op 16 september 1905. Na het doorlopen van alle officiersrangen bereikte hij de rang van viceadmiraal op 27 augustus 1937. Belangrijke functies bij de Koninklijke Marine waren de volgende: van augustus 1931 tot juli 1932 was hij commandant van de Onderzeedienst te Soerabaja, Nederlands-Indië.  Van november 1932 tot augustus 1934 commandant Onderzeedienst in Nederland. Op 27 augustus 1934 werd hij benoemd tot Commandant der Marine te Willemsoord (wat later Commandant der Zeemacht in Nederland genoemd werd). In die functie was hij op 20 mei 1937 aan boord van Hr.Ms. “Java” tijdens de vlootschouw te Spithead (Verenigd Koninkrijk) ter gelegenheid van het kroning van Koning George VI van Groot-Brittannië.
Op 1 augustus 1938 legde hij de functie van Commandant der Zeemacht in Nederland neer om op 1 september 1938 gepensioneerd te worden. Hij overleed op 1 juli 1940.
Theodoor Louis Kruys was een zoon van Gerhardus Kruys, viceadmiraal, en oom van W.J. Kruys, viceadmiraal.

## Onderscheidingen
- Ridder in de Orde van de Nederlandse Leeuw
- Commandeur in de orde van Oranje Nassau met de zwaarden
- Onderscheidingsteken voor Langdurige Dienst als officier met cijfer XXX
- Huwelijksmedaille van HKH Prinses Juliana en ZKH Prins Bernhard
- Mobilisatiekruis 1914-1918
- Herinneringsmedaille t.g.v. de kroning van Koning George VI en Koningin Elisabeth van Groot-Brittannië en Ierland op 11 december 1936.